# Myzomela blasii
Myzomela blasii là một loài chim trong họ Meliphagidae.
Nó là loài đặc hữu của các đảo Seram, Boano và Ambon ở Indonesia. Môi trường sống tự nhiên của chúng là các khu rừng đất thấp ẩm nhiệt đới hoặc cận nhiệt đới và rừng trên núi ẩm nhiệt đới hoặc cận nhiệt đới.